# Partenokarpie
Partenokarpie (z řec. parthenos, panna a karpos, plod) neboli bezsemennost je v botanice a šlechtitelství vytváření plodů bez předchozího oplození vaječné buňky a vývoje zárodku. Semena v plodech neklíčí nebo zcela chybějí. Partenokarpní rostliny se rozmnožují vegetativně.

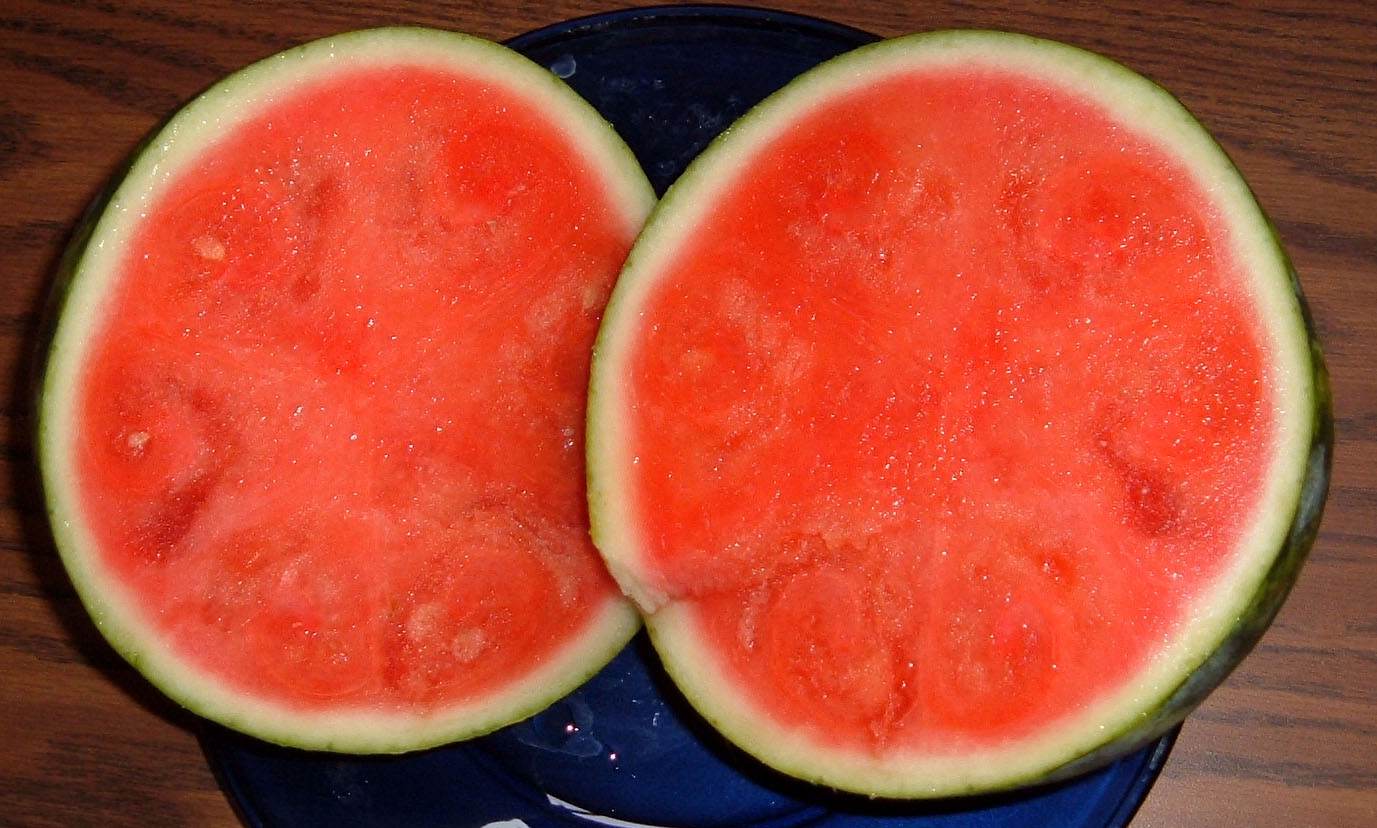
Meloun bez semen

## Rozdělení
Partenokarpie může být indukovaná, tj. vyvolaná vnějším podrážděním, například mechanickým drážděním plodolistu, ale také mrazem nebo aplikací fytohormonů, například kyseliny giberelové.
Vegetativní partenokarpie vzniká spontánně, například u jabloní, hrušní, vinné révy, fíkovníků, citrusů a některých okurek. Ananas je cizosprašný, takže pokud se pěstuje jediná odrůda, jsou plody partenokarpní. Rostliny přenesené do prostředí, kde nejsou jejich specifičtí opylovači, také často vytvářejí partenokarpní plody.
Zdánlivá partenokarpie (stenospermokarpie) znamená, že semena po oplození odumřou a plod pak vypadá jako partenokarpní. Tak je tomu například u bezjaderných hroznů nebo melounů.

## Význam
U řady hospodářsky významných plodů je partenokarpie žádoucí, protože bezjaderné plody spotřebitelé preferují. Pěstitelé je tudíž selektovali už v předhistorických dobách: byly nalezeny bezsemenné fíky z doby před asi 11 000 lety.